# Холсвил (Мисури)
Холсвил (енгл. Hallsville) град је у америчкој савезној држави Мисури.

## Демографија
По попису из 2010. године број становника је 1.491, што је 513 (52,5%) становника више него 2000. године.
| Група             | 2000.       | 2010.         |
| Белци             | 940 (96,1%) | 1.424 (95,5%) |
| Афроамериканци    | 15 (1,5%)   | 13 (0,9%)     |
| Азијати           | 0 (0,0%)    | 0 (0,0%)      |
| Хиспаноамериканци | 7 (0,7%)    | 24 (1,6%)     |
| Укупно            | 978         | 1.491         |